# Ventosa (Elvas)
Ventosa é uma aldeia portuguesa pertencente à freguesia de São Vicente e Ventosa no concelho de Elvas, Região do Alentejo constituída apenas por montes, quintas, herdades e fazendas e é também onde se situa a Igreja de Nossa Senhora da Ventosa. Dista 2Km de São Vicente e Ventosa e tem cerca de 50 habitantes. Freguesia anexa à de São Vicente e Ventosa, pela circunscrição paroquial elaborada em 1859. A igreja paroquial, de Nossa Senhora da Ventosa, provém-lhe o nome do local onde se encontra construída. Aparece esta zona citada em codicilo de 1556. Os registos paroquiais mais antigos referem-se a 1676.